# الحلك (المخادر)

تعديل مصدري - تعديل

الحلك محلة تابعة لقرية البياحي، التابعة لعزلة بني سرحة بمديرية المخادر إحدى مديريات محافظة إب في الجمهورية اليمنية، بلغ تعداد سكانها 241 حسب تعداد اليمن لعام 2004.